# Mesocrina indagatrix
Mesocrina indagatrix är en stekelart som beskrevs av Forster 1862. Mesocrina indagatrix ingår i släktet Mesocrina och familjen bracksteklar. Arten är reproducerande i Sverige. Inga underarter finns listade i Catalogue of Life.